# Dysimia obrieni
Dysimia obrieni är en insektsart som beskrevs av Broomfield 1985. Dysimia obrieni ingår i släktet Dysimia och familjen Derbidae. Inga underarter finns listade i Catalogue of Life.